# Aesica

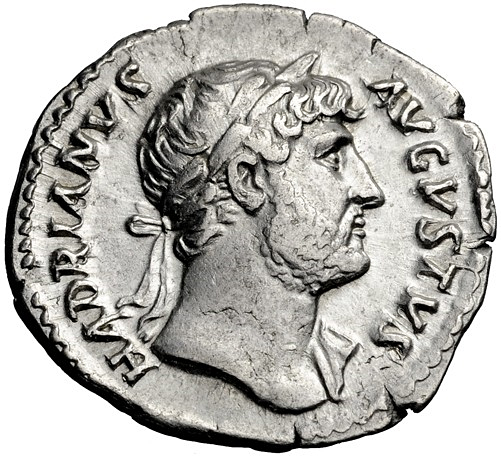
Münzporträt des Hadrian

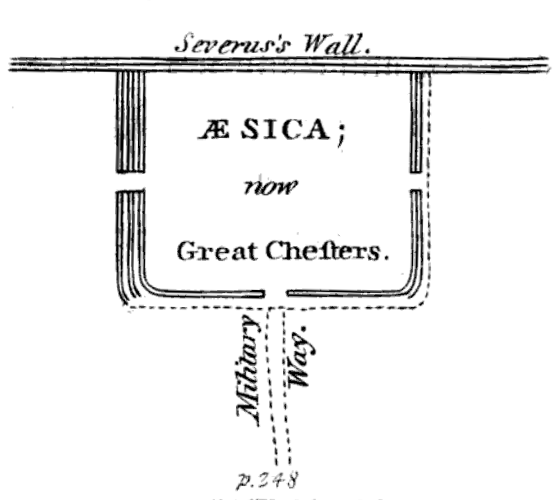
Planskizze des Kastells von William Hutton, 1802

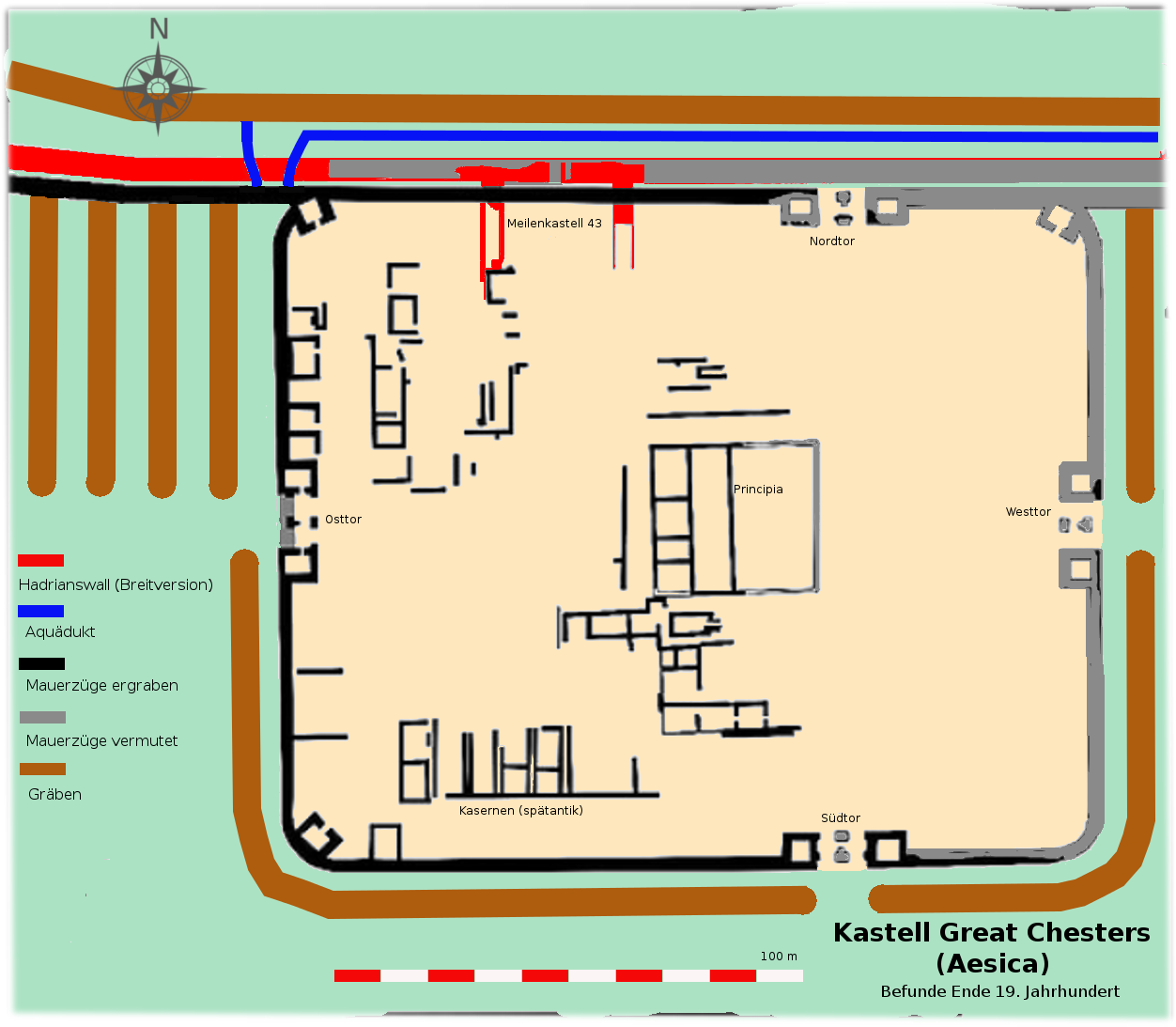
Befundplan des Kastells (Ende 19. Jahrhundert)

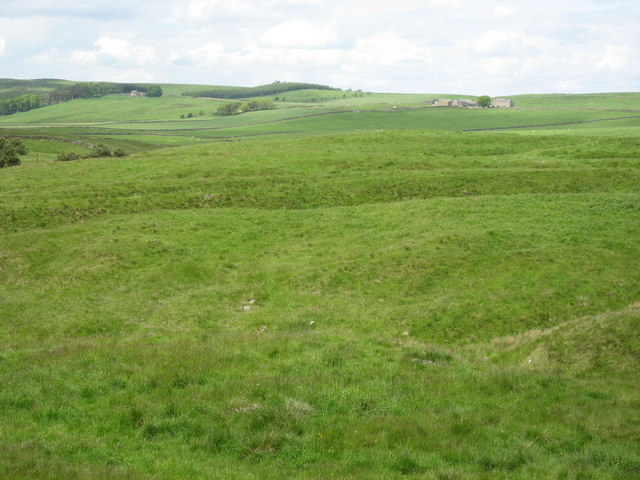
Blick vom Süden auf das Kastellareal, rechts die Great Chesters Farm, links im Hintergrund die Cockmount Hill Farm

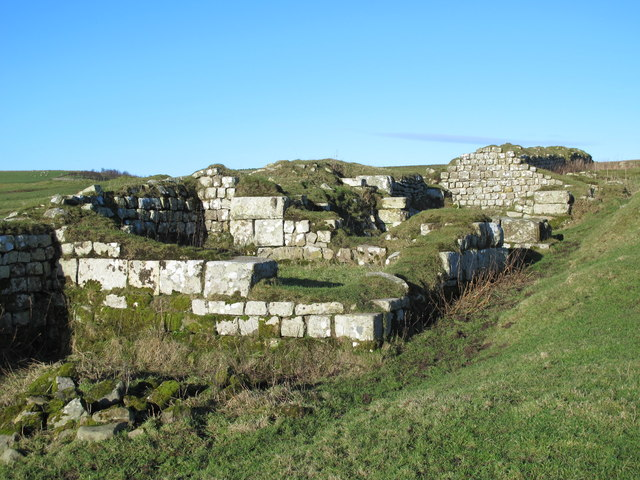
Überreste des Westtores

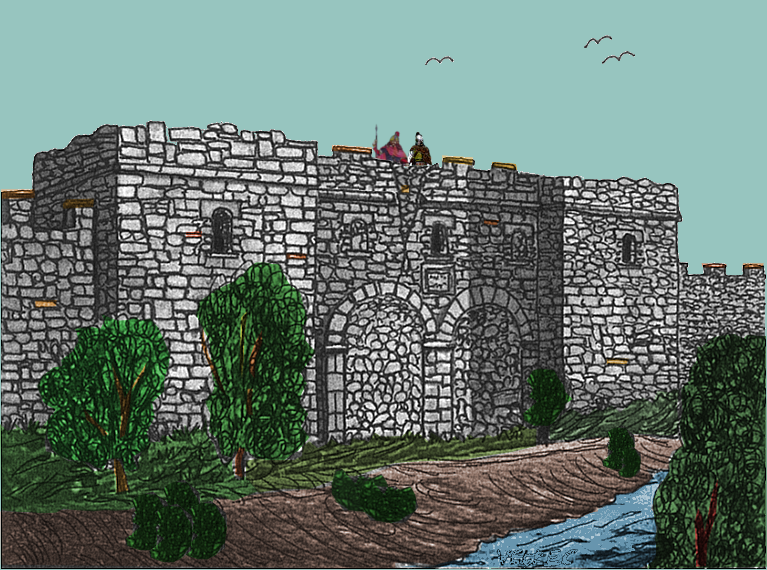
Rekonstruktionsversuch des Westtores von Aesica, Zustand im 4. Jahrhundert n. Chr., Blick aus NW

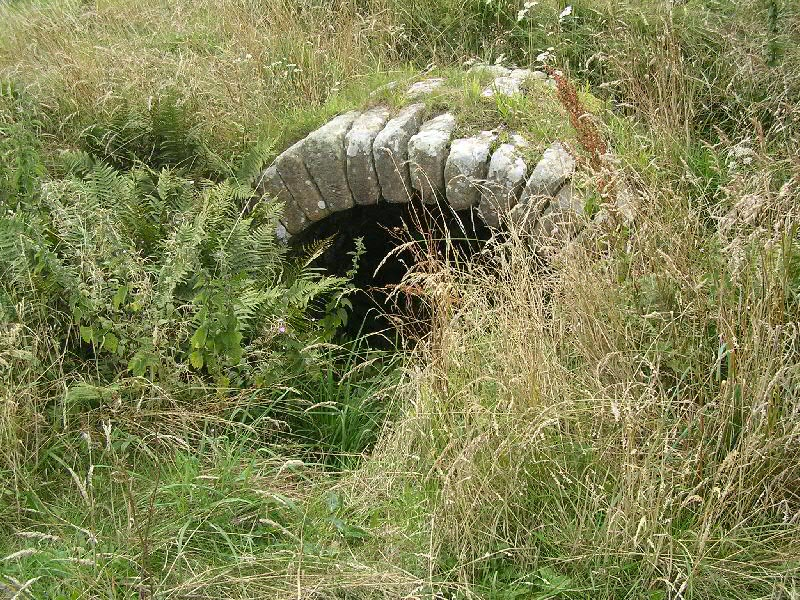
Steinbögen des Kellergewölbes in der Principia (2005)

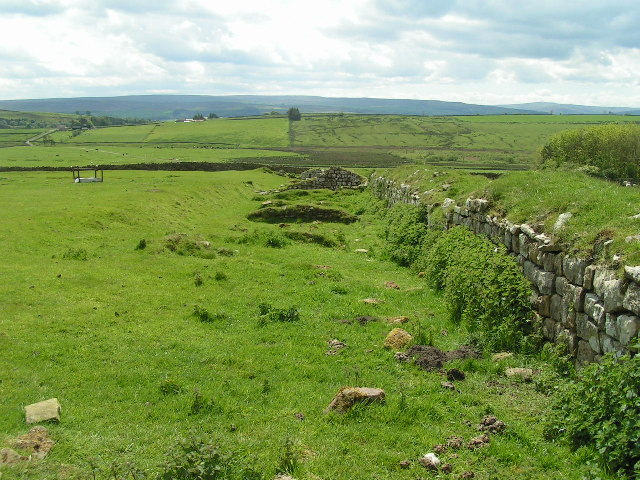
Standort des Meilenkastells 43

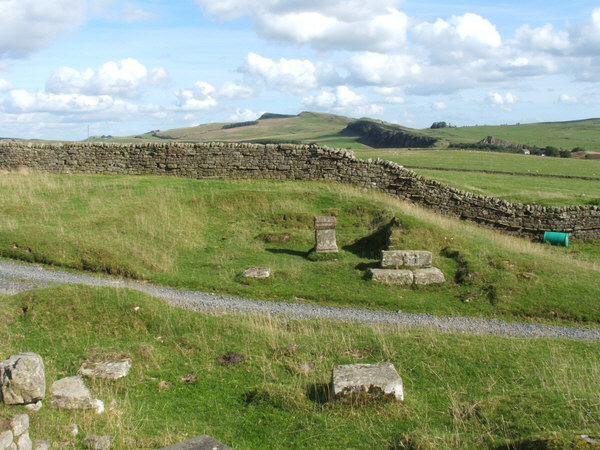
Reste des Südtores mit dem antiken Altar im östlichen Flankenturm

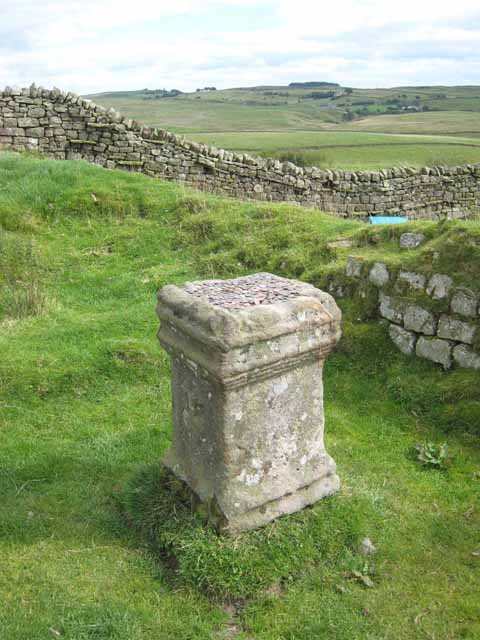
Der Altar im Südtor des Kastells

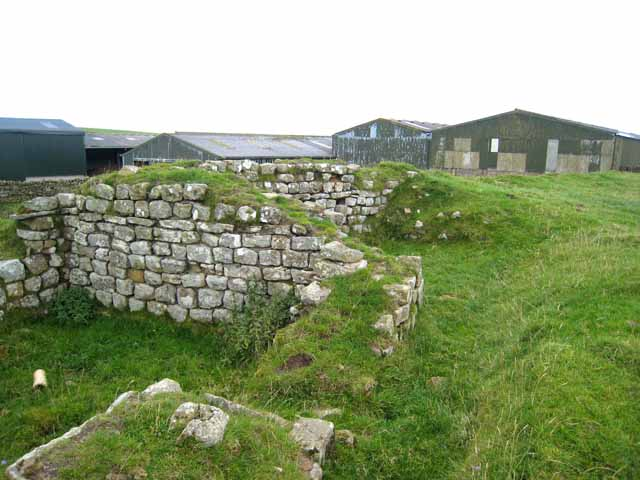
Reste des nordwestlichen Eckturms

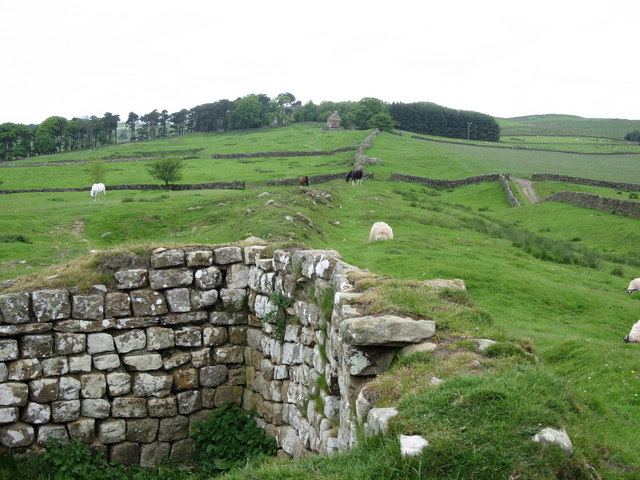
Reste des südwestlichen Eckturms

Aesica war ein römisches Kastell der Hilfstruppen im County Northumbria, im Nordwesten von England, Parish Greenhead, Ortsteil Haltwhistle.
Es gehörte zu der aus insgesamt 16 Kastellen bestehenden Festungskette des Hadrianswalls (per lineam valli) und sicherte dessen mittleren Abschnitt. Im Gegensatz zu den meisten anderen Lagern entlang des Walls, stand Aesica zur Gänze südlich der Mauer, neben den Grundfesten des ursprünglichen Walls und eines Meilenkastells, die beim Bau des Kastells beseitigt worden waren. Das Lager durchlief vermutlich drei Bauphasen und wurde von 128 bis ca. 400 n. Chr. vom römischen Militär genutzt.

## Name
Die Herkunft des antiken Ortsnamens ist unklar. Möglicherweise leitet er sich von einer keltischen Gottheit ab und könnte „der Platz des Esus“ bedeuten. Er wird in der Notitia dignitatum (Aesica), auf der Amiens Patera und in der Cosmografie des Geographen von Ravenna als Esica angegeben. Der heute gebräuchliche Name Great-Chesters (= die große Festung) stammt wohl aus dem Frühmittelalter, in der Zeit, als die Angelsachsen die Herrschaft in Britannien übernommen hatten. Als Chester ([ˈtʃɛstə]) bezeichnete man in ihrer Sprache einen mit einer Mauer umwehrten Platz. Vermutlich standen die Mauern des Kastells auch noch lange nach dem Abzug der Römer aufrecht, da es aufgrund seiner abgeschiedenen Lage zunächst noch vom Steinraub verschont blieb.

## Lage
Aesica ist das neunte Glied in der Festungskette des Hadrianswalls (vallum aelium). Das Kastell befindet sich etwa 2,4 km nördlich der Kleinstadt Haltwhistle, nördlich des Tyne, auf einer Weide westlich der Great Chesters Farm. Südlich davon stand am Stanegate das Kleinkastell Haltwhistle Burn. Im späten 2. Jahrhundert gehörte die Region zur Provinz Britannia inferior, ab dem 4. Jahrhundert zur Provinz Britannia secunda. Das Kastellgelände ist heute Teil des Northumberland National Park.

## Forschungsgeschichte
Im Jahre 1724 berichtete der schottische Antiquar Alexander Gordon, dass einige Mauerpassagen des Kastells noch dreizehn Fuß (3,9 Meter) hoch erhalten waren. Die Überreste des Lagers und des Vicus wurden 1732 auch von John Horsley beschrieben. 1807 berichtete Lingard über das Kellergewölbe in der Principia und den Fund eines Altars, geweiht der Disciplinae. Die ersten Ausgrabungen wurden im Jahr 1894 durchgeführt. Bis 1897 wurden das Süd- und Westtor, die Ecktürme der NW- und SW-Ecke sowie die wichtigsten Funktionsgebäude und eine Therme aufgedeckt. Im Zuge der Grabungen wurden aber die meisten Mauern des Lagers zerstört. Am Südtor stieß man auf einen Hort, der zahlreiche Schmuckelemente enthielt. Darunter waren eine emaillierte Brosche in Form eines Hasen, eine vergoldete keltische Brosche, ein silbernes Halsband mit Anhänger, ein Goldring und ein Bronzering mit einem gnostischen Symbol. Repliken dieser Objekte sind im Museum of Antiquities in Newcastle zu besichtigen. Während dieser Ausgrabung wurde auch das Lagerhauptquartier (Principia) teilweise freigelegt, darunter auch das teilweise erhalten gebliebene Kellergewölbe unter dem Fahnenheiligtum. Südwestlich der Principia beobachtete man Mauerzüge eines Kasernenblocks. 1908 wurde am Haltwhistle Burn eine Wassermühle entdeckt, Fragmente des hölzernen Mühlrades waren noch erhalten geblieben. In weiterer Folge konnten auch ihre Mühlsteine geborgen werden. Sie befinden sich heute in der Sammlung des Chesters Museum. 1925 wurde noch einmal die NW-Ecke des Kastells untersucht. Im Jahre 1939 stieß Frank Gerald Simpson auf die Grundmauern des Meilenkastells 43. 1966 wurde eine Feldbegehung entlang des Aquädukts vorgenommen. Mitglieder der Society of Antiquaries of Newcastle nahmen 1971 eine zweite Begehung vor, um die Ergebnisse von 1966 nachzuprüfen. Von 1987 bis 1988 wurde das Aquädukt neu vermessen.

## Fundspektrum
Aesica-Brosche: Das Schmuckstück gehört zu den bekanntesten Funden des keltorömischen Britannien und wurde im September 1894 bei der Ausgrabung im westlichen Wachraum des Südtors entdeckt, ca. 0,9 Meter von dessen Nordwand entfernt. Sie besteht aus vergoldeter Bronze und wurde in zwei Teilen gegossen. Den oberen Teil bildet eine quadratische Kopfplatte mit gekrümmtem Bogen, der Unterteil aus einer länglichen, fußförmigen Platte. Die etwa zehn Zentimeter lange Brosche ist mit Spiralornamenten nach keltischem Vorbild dekoriert. Vermutlich wurde sie in einer Werkstatt im Norden Britanniens, möglicherweise in Yorkshire, um 70 oder 80 n. Chr. hergestellt. Solche Stücke wurden paarweise an den Schultern, zur Befestigung eines Obergewandes, getragen. Ähnliche Broschen fand man auch auf dem Kontinent im Rheinland, in Gallien und Pannonien. Obwohl es viele Parallelen zu ihrer Form und Dekoration in Großbritannien gibt, ist die Aesica-Brosche bislang einzigartig in ihrer Ausführung.
Inschriften: In Great Chesters wurden bislang 31 Inschriften entdeckt. Sie umfassen elf Weihealtäre, eine Basis für Statuen verschiedener Götter, sechs Bauinschriften (davon waren allerdings nur drei datierbar), sieben Grabsteine, sechs weitere nicht näher bezeichnete Inschriftensteine einschließlich eines Centurialsteines mit der Zahl XLVIII „Achtundvierzig“. Die Inschriften entstanden in den Jahren zwischen 127 und 244. Zwei Grabsteine und ein Iupiteraltar waren in Zweitverwendung im Kommandantenhaus verbaut worden.

## Entwicklung
Im Jahre 122 befahl Kaiser Hadrian (117–138), im Norden Britanniens eine Sperrmauer, verstärkt durch Wachtürme und Kastelle, vom Tyne bis zum Solway Firth zu errichten, um die britischen Provinzen vor den ständigen Einfällen der Pikten aus dem Norden zu schützen. Der Wall wurde größtenteils durch Soldaten der drei in Britannien stationierten Legionen und Mannschaften der Classis Britannica errichtet.
Über die Geschichte der Festung ist nur wenig bekannt. Man vermutet, dass dort vor der Errichtung des Hadrianswalls ein Tempel oder Schrein des keltischen Kriegsgottes stand. Aesica sollte wohl das Tal des Haltwhistle Burn und einen Übergang über die Winshield Ridge (das sog. Caw Gap) sichern. Der Bau des Kastells erfolgte Mitte des 2. Jahrhunderts n. Chr., aber erst nach Fertigstellung der Hadriansmauer in dieser Region. Es gehörte, zusammen mit Carrawburgh, zu den letzten Kastellen die am Wall erbaut wurden. Die um 1851 nahe dem Osttor geborgene Bauinschrift ist Hadrian gewidmet und bezeichnet ihn darin als „Vater des Vaterlandes“ (pater patriae). Diesen Titel führte der Kaiser seit 128, das Tor und wohl auch das übrige Kastell müssen daher zwischen 128 und 138 entstanden sein. Nahe dem Lager, an der Stelle, an der die Militärstraße den Haltwhistle Burn überquerte, stand eine römische Wassermühle. Vielleicht wurde von hier aus auch die Besatzung mit Mehl für ihre Brotrationen versorgt. Eine weitere im Kastell entdeckte Bauinschrift berichtet, dass der Getreidespeicher im Jahr 225, in der Regierungszeit des Severus Alexander (222–235), renoviert wurde. Im späten 4. Jahrhundert entglitt Britannien immer mehr der Kontrolle der weströmischen Zentralregierung in Ravenna. Wie der Eintrag in der Notitia dignitatum vermuten lässt, wurde es, wie die meisten anderen Wallkastelle, wohl erst im frühen 5. Jahrhundert vom Militär aufgegeben. Die letzten regulären Einheiten der weströmischen Comitatenses zogen um 410 aus Britannien ab. Die Festung wurde schließlich im Laufe der Jahrhunderte durch Steinraub zum Bau für landwirtschaftliche Gebäude und Feldmauern zerstört.

## Kastell
Im Gegensatz zu einigen Wallkastellen im Ostsektor, die teilweise über die Hadriansmauer hinausragten, stand Aesica zur Gänze südlich des Walls. Es hatte den für mittelkaiserzeitliche Kastelle typischen, langrechteckigen Grundriss mit abgerundeten Ecken (Spielkartenform) und war von Ost nach West ausgerichtet. Das Lager maß 108 Meter von Nord-Süd, 128 Meter von Ost-West und bedeckte damit nur eine Fläche von 1,3 ha. Es zählt daher mit Kastell Pons Aelius und Congavata zu den flächenmäßig kleinsten Kastellen am Wall. Die Langseite war auf den Hadrianswall ausgerichtet. Die Nord-Ost-Ecke des Kastells ist heute von Farmgebäuden überbaut. Die Militärstraße, die den Wall im Süden begleitete, erreichte Aesica beim Osttor (Haupttor porta praetoria), bildete die Lagerhauptstraße (via principalis) und führte vom Westtor aus zum nächstgelegenen Kastell Birdoswald (Banna). Eine Zweigstraße, ausgehend vom Südtor, verband das Kastell mit dem Stanegate. Die Überreste des Kastells sind heute stark von Vegetation überwuchert.

### Umwehrung
Die Grundfesten der etwa 2,1 Meter breiten Mauer und die umlaufenden Gräben sind noch relativ gut erhalten. An der Westseite sind sie als leichte Bodenerhebungen oder Vertiefungen erkennbar. Wahrscheinlich wurde sie an ihrer Rückseite von einer Erdrampe, die auch als Wehrgang diente, abgestützt. Ungewöhnlich für ein Kastell des Hadrianswalls war es vermutlich von mehreren Wehrgräben umgeben. An der Westseite wurden vier nachgewiesen, während die südlichen und östlichen Wälle von nur einem Graben geschützt wurden. Dies deutet darauf hin, dass die Erbauer der Festung das flache Terrain im Westen als die größte Schwachstelle in der Verteidigung ansahen. Die westlichen Gräben werden an ihrem nördlichen Ende von der Mauer überdeckt. Vermutlich wurde das Kastell während seines Bestehens noch einmal erweitert (vgl. Kastell Onnum), oder sie wurden ausgehoben, bevor das Meilenkastell abgerissen wurde. An der Südseite scheint es, dass der dortige Graben das vallum störte, das ebenfalls noch vor der Errichtung Festung angelegt worden war.

### Tore
Betreten konnte man das Kastell durch vier, im Norden, Süden, Osten und Westen platzierte Tore. Nord- und Südtor waren nicht zentral angelegt, sondern waren etwas nach Osten verschoben. Alle wurden von zwei quadratischen, leicht vor die Mauer vorspringenden Türmen flankiert. Jedes verfügte über zwei Durchgänge, getrennt durch zwei Stützpfeiler (spina) an der Vorder- und Rückseite. Die Wachzimmer befanden sich in den Flankentürmen. Die Tore konnten mit zweiflügeligen Holztoren verschlossen werden.
Osttor: Von ihm blieb die Bauinschrift erhalten, die beweist, dass die Festung zur Zeit des Hadrian erbaut wurde (heute im Chesters Museum).
Westtor: An diesem Torbau ist noch eine bauliche Besonderheit aus seiner spätantiken Bauphase zu erkennen. Unter Septimius Severus (193–211) wurde es zum letzten Mal renoviert. In der Regierungszeit Konstantins I. (306–337) wurde ein Durchgang zugemauert. Zu einem späteren Zeitpunkt wurde auch der zweite vollständig blockiert. Diese Vermauerungen sind immer noch zu sehen. Solche Blockierungsmaßnahmen konnten auch bei anderen Wallkastellen beobachtet werden. Sie könnten mit der kontinuierlichen Reduzierung der Besatzungen in der Spätantike zu erklären sein. Die ersten Ausgräber räumten meist spätere Zubauten beiseite, um die ursprünglichen Baustrukturen freizulegen, d. h. in der Regel die hadrianischen. So konnten präzisere Grundrisse ermittelt werden. Unglücklicherweise wurden damit aber auch wertvolle Hinweise auf die späteren Bauphasen in der Lagergeschichte zerstört. Viele wurden auch deshalb abgetragen, da man sie für Zerstörungsschutt hielt. Bei diesem Tor beließ man alles so, wie es vorgefunden wurde, da die Durchgangsblockierungen stark mit dem massiveren Mauerwerk der Fundamente der Tortürme kontrastierten. Ein ungewöhnlich großer Steinblock im nördlichen Durchgang lässt vermuten, dass das Oberteil des Tores zur Gewinnung von Steinmaterial teilweise abgerissen worden war, da es ohnehin seine Funktion verloren hatte.
Südtor: Ein Verwahrungshort im westlichen Wachraum des Südtors (vom Ende des 2. Jahrhunderts) enthielt diverse Schmuckgegenstände (siehe auch oben). Im östlichen Flankenturm steht heute noch ein römischer Altar, auf dem das Relief eines Kruges eingemeißelt ist. Er ist eines der wenigen Exemplare in Großbritannien, das sich noch an seinem Auffindungsort befindet. Etwas abseits ist noch ein Steinblock zu sehen, auf dem auf einem stark verwitterten Relief zwei Soldaten dargestellt sind.
Nordtor: Dieses Tor wurde bislang nicht freigelegt.

### Türme
Die Mauer des Kastells waren an jeder seiner Ecken zusätzlich mit einem innen angesetzten, quadratischen Turm verstärkt. Die Eingänge befanden sich im Erdgeschoss. Ob es in ihrem Inneren steinerne Treppenaufgänge gab oder nur hölzerne Leitern, ist nicht bekannt. Die Türme waren wahrscheinlich um die zehn Meter hoch. Ob das Obergeschoss mit einem Dach abgedeckt oder offen und mit einem Zinnenkranz versehen war, ist schwierig zu sagen. Bislang fehlen diesbezügliche archäologische Funde, um deren Aussehen zweifelsfrei rekonstruieren zu können. Von den Ecktürmen sind noch das südwestliche und nordwestliche Exemplar sichtbar. Zwischentürme konnten archäologisch nicht nachgewiesen werden.

### Innenbebauung
Das Kastell verfügte über alle standardmäßigen Funktionsgebäude eines mittelkaiserzeitlichen Kastells, ein Lagerhauptquartier bzw. Verwaltungsgebäude (principia), ein Kommandantenhaus (praetorium), einen Kornspeicher (horraeum), und Baracken für Offiziere und Mannschaften (centuriae). Vom Lagerhauptquartier wurden 1894 das Fahnenheiligtum (aedes), der darunterliegende Keller, die Schreibstuben (officia) und die Querhalle (basilika) freigelegt. Von ihm sind heute nur noch zwei Steinbögen der Einwölbung des Kellers unter dem Fahnenheiligtum zu sehen. Der einzige Gebäuderest, der im Innenbereich des Kastells noch sichtbar ist. Der Getreidespeicher stand vermutlich nördlich des Lagerhauptquartiers, das Kommandantenhaus südlich davon. Es wurde ebenfalls nur teilweise freigelegt. Seine Mauern enthielten zahlreiche Spolien. Bei den Ausgrabungen fanden sich auch Spuren von sechs spätrömischen Mannschaftsbehausungen im SW des Kastellareals. Sie ähnelten den Hütten des späten 3. Jahrhunderts die auch im benachbarten Housesteads entdeckt wurden. Ihre Grundrisse sind noch aus der Luft zu erkennen. An der Westmauer stieß man ebenfalls auf quadratische Gebäudestrukturen (Backstuben oder Latrinen?) deren Funktion jedoch unbekannt geblieben ist.

## Aquädukt
Die Versorgung mit Frischwasser erfolgte über ein Aquädukt, das vom Oberlauf des Caw Burn weiter nördlich gespeist wurde. Seine Reste sind an einigen Stellen noch als flache Vertiefungen erkennbar. Das Aquädukt war als 9,6 km langer, einen Meter breiter und tiefer Kanal ausgeführt. Der Höhenunterschied von der Quellfassung bis zum Kastell beträgt ca. 320 Meter. Die zahlreichen natürlichen Hindernisse (Hanglagen) erforderten eine in weit ausholenden Serpentinen angelegte Wasserleitung. Sie begann bei Tom’s Pool, nordöstlich von Saughy Rigg und überquerte bei Benks Bridge eine Talsenke. Dort muss die Leitung über eine Brückenkonstruktion aus Holz oder Mauerwerk geführt worden sein. Der Verlauf des letzten Leitungsabschnitts nördlich des Kastells ist nicht bekannt. Aufgrund des stark abfallenden Terrains dürfte das Wasser hinter einem Damm oder in einem Düker geflossen sein. Es ist zweifelhaft, ob das Aquädukt im Inneren der Festung endete; möglicherweise entleerte es sich schon beim NW-Eckturm in den Wallgraben.

## Hadrianswall
Ende der 1930er Jahre stieß man im nordwestlichen Lagerareal auf die Reste des Meilenkastells 43, das noch vor dem Kastell entstanden war. Es war exakt an den Fundamenten einer Breitversion der Mauer angebaut worden. Bei der Untersuchung der Wallfundamente stellten die Archäologen fest, dass sie bis zu drei Meter stark waren. Warum die Nordmauer des Kastells nicht auf den Fundamenten des ursprünglichen Walls errichtet worden war, ist unklar. Es wird angenommen, dass die spätere, nur mehr 2,1 Meter breite Nordmauer des Lagers deshalb weiter südlich aufgebaut wurde, da das Meilenkastell und der Wall die am Bau beteiligten Soldaten wohl vor plötzlichen Überfällen der Caledonier schützen sollte. Sie konnten daher erst nach Fertigstellung des Kastells vollständig abgetragen wurde. Der Verlauf des südlichen Wallgrabens (vallum) konnte auf einer kurzen Distanz südlich des Lagers nachgewiesen werden. Er wurde von der Verbindungsstraße zum Stanegate gekreuzt und war tw. durch die Kastellmauern überdeckt. Obwohl es – im Gegensatz zu Carrawburgh – noch in der militärischen Sperrzone stand. Ein weiterer stichhaltiger Beweis für die nachträgliche Anlage des Kastells.

## Garnison
Aesica beherbergte während seines Bestehens mehrere Kohorten der Hilfstruppen (Auxilia). In der Spätantike zählte die Besatzung des Kastells zu den Limitanei. Legionäre wurden hier wahrscheinlich nur für Bauvorhaben eingesetzt. Sie waren für gewöhnlich während der Wintermonate in ihren Stammlagern stationiert und wurden wohl nur im Sommer an den Hadrianswall abkommandiert.
Folgende Einheiten stellten entweder die Besatzung für das Kastell oder könnten sich vorübergehend dort aufgehalten haben:
| Zeitstellung                  | Truppenname                                                                         | Beschreibung |
| ----------------------------- | ----------------------------------------------------------------------------------- | --- |
| 2. Jahrhundert n. Chr.        | Legio vicesimae Valeria Victrix (die zwanzigste valerische Legion, die Siegreiche)  | Ein 1897 im Prätorium von Aesica entdeckter Jupiter-Dolichenus-Altar (127–150), wurde von einem Zenturio der Legio XX, Lucius Maximius Gaetulicus gestiftet. |
| 2. Jahrhundert n. Chr.        | Legio sextae Victrix (die sechste Legion, die Siegreiche)                           | Ein um 1875 bei Aesica entdeckter Grabstein für eine gewisse Nigrina, wurde von Aurelius Casitto, einem Zenturio der Legio VI in Auftrag gegeben. |
| 2. Jahrhundert n. Chr.        | Cohors prima Pannoniorum (die erste Kohorte der Pannonier)                          | Es ist möglich, dass auch Soldaten aus der Provinz Pannonien (heutiges Österreich-Ungarn-Serbien) bei Great Chesters standen, irgendwann in der Zeit kurz nach Fertigstellung des Kastells. Ihre Anwesenheit in dieser Region ist durch einen Grabstein für Dagvalda, gesetzt im späten 2. Jahrhundert von seiner Frau Pusinna, bekannt, der im benachbarten Meilenkastell 42, gefunden wurde. Der Grabstein wurde allerdings dort als Zubehör einer Herdstelle zweitverwendet (sog. Spolie). In der Inschrift wurde die Ordnungsnummer der Einheit nicht angegeben. Die Forscher können daher nur vermuten, dass es sich bei dem Verstorbenen um einen Angehörigen dieser Kohorte gehandelt hat. John Clayton (1792–1890) nahm an, dass der Stein ursprünglich vom Gräberfeld des Kastells stammte. |
| 2. Jahrhundert n. Chr.        | Cohors sextae Nerviorum (die sechste Kohorte der Nervier)                           | Die Truppe wurde ursprünglich aus Angehörigen des Stammes der Nervii, ansässig in der Provinz Gallia Belgica rekrutiert. Sie stellte vermutlich die erste Garnisonseinheit des Kastells von Great Chesters. Mitte des 2. Jahrhunderts wurde sie nach Rough Castle am Antoninuswall versetzt. Dort errichteten die Soldaten u. a. die Principia dieses Lagers. Die Einheit wird für Britannien ansonsten noch in einer Inschrift des frühen 3. Jahrhunderts aus Brough by Bainbridge in Yorkshire und in der spätantiken Notitia Dignitatum erwähnt. Aus der in Great Chesters um 1801 entdeckten Inschrift ist auch der Rang und Name eines ihrer Kommandanten, des Präfekten Gaius Iulius Barbarus, bekannt. |
| 2. Jahrhundert n. Chr.        | Cohors secundae(?) Gallorum equitata (die zweite teilberittene Kohorte der Gallier) | Die Einheit ist für Great Chesters aus der Inschrift eines 1907 entdeckten Fragment eines Iupiteraltars bekannt. Ihre Ordnungsnummer war auf der Inschrift nicht mehr lesbar. Sie wurde ursprünglich mit Angehörigen aus in Zentral- und Nordgallien siedelnden Stämmen aufgestellt. Vermutlich kam sie mit dem Begleitschutz des Hadrian auf die Insel. Die Einheit wird auch auf fünf Militärdiplomen erwähnt (datiert 122–178). Für Britannien sind ansonsten noch vier diesbezügliche Inschriften aus Kastell Old Penrith in Cumbria bekannt (178–249) wo diese Truppe danach stationiert war. |
| 2. Jahrhundert n. Chr.        | Cohors sextae Raetorum (die sechste Kohorte der Räter)                              | Diese 500 Mann starke Einheit lag im späten 2. Jahrhundert, während der Herrschaft von Marcus Aurelius, in Great Chesters. Sie wurde wohl aus mehreren rätischen Stämmen in den heutigen österreichisch-bayrisch-schweizerischen Alpenregionen rekrutiert. Dazu zählten u. a. die Vindeliker, die Estionen, die Licates, die Genauni, die Briganten, die Venones und die Kalukonen. Die Truppe wird nur auf einer Inschrift aus dem späten zweiten Jahrhundert (166–169) aus Great Chesters erwähnt. Über ihre weiteren Aktivitäten in Britannien ist nichts bekannt. |
| 3. bis 4. Jahrhundert n. Chr. | Vexillatio Gaesatorum et Raetorum (eine Abteilung der Gaeseter und Räter)           | Die Kastellbesatzung wurde möglicherweise im späten 3. Jahrhundert durch eine Vexillation irregulärer gallischer und rätischer Söldner verstärkt. Die Anwesenheit der Truppe in Britannien ist nur durch die Inschrift auf einem 1908 entdeckten Fortunaaltar aus der Therme von Great Chesters bekannt. Er wurde von dieser Einheit gestiftet. Der Name eines ihrer Zenturionen, Tabellius Victor, ist von diesem Weihealtar überliefert. |
| 3. bis 5. Jahrhundert n. Chr. | Cohors secundae Asturum equitata (die zweite teilberittene Kohorte der Asturer)     | Die fünfhundert Mann starke Truppe stellte ab dem dritten Jahrhundert die Besatzung des Kastells. Sie rekrutierte sich ursprünglich aus einem keltischen Stamm, der in Nordspanien sein Siedlungsgebiet hatte. Möglicherweise lag die Truppe vorher in Llano in Wales (Bremia). Ihre Anwesenheit in Great Chesters ist durch eine Bauinschrift bezeugt. Sie berichtet, dass ihre Soldaten maßgeblich am Wiederaufbau der Getreidespeicher der Festung, unter dem Kommando des Legionszenturio Valerius Martialis (von welcher Legion ist unbekannt), beteiligt waren. Die Einheit wird auch noch als Besatzung von Aesica in der Notitia dignitatum (4. Jahrhundert), in der Truppenliste des Dux Britanniarum, erwähnt. Dort wird sie allerdings mit der Ordnungsnummer I angegeben, wahrscheinlich ein Abschreibfehler der mittelalterlichen Kopisten. Aus der Notitia ist auch der Rang ihres damaligen befehlshabenden Offiziers, ein Tribunus, bekannt. Da die Truppe noch in diesem spätantiken Dokument aufscheint, könnte sie bis zum endgültigen Abzug der römischen Armee vom Hadrianswall hier gestanden haben. |

## Vicus
Südlich und westlich des Glacis des Kastells breitete sich eine Zivilsiedlung (vicus) aus. Ihre Überreste wurden nie wissenschaftlich untersucht, daher ist über sie nur sehr wenig bekannt. Die einzigen noch identifizierbare Merkmale sind ihre einst künstlich aufgeschütteten Plattformen und Terrassen. Auf einem Feld südlich des Kastells waren ebenfalls Reste der Siedlung beobachtet worden. Sie dürften aber durch die intensive landwirtschaftliche Nutzung des Areals schon weitgehend zerstört sein. Auch auf Luftaufnahmen sind die Konturen der Gebäude südlich der Festung und östlich der vom Südtor ausgehenden Straße zu sehen.

## Therme

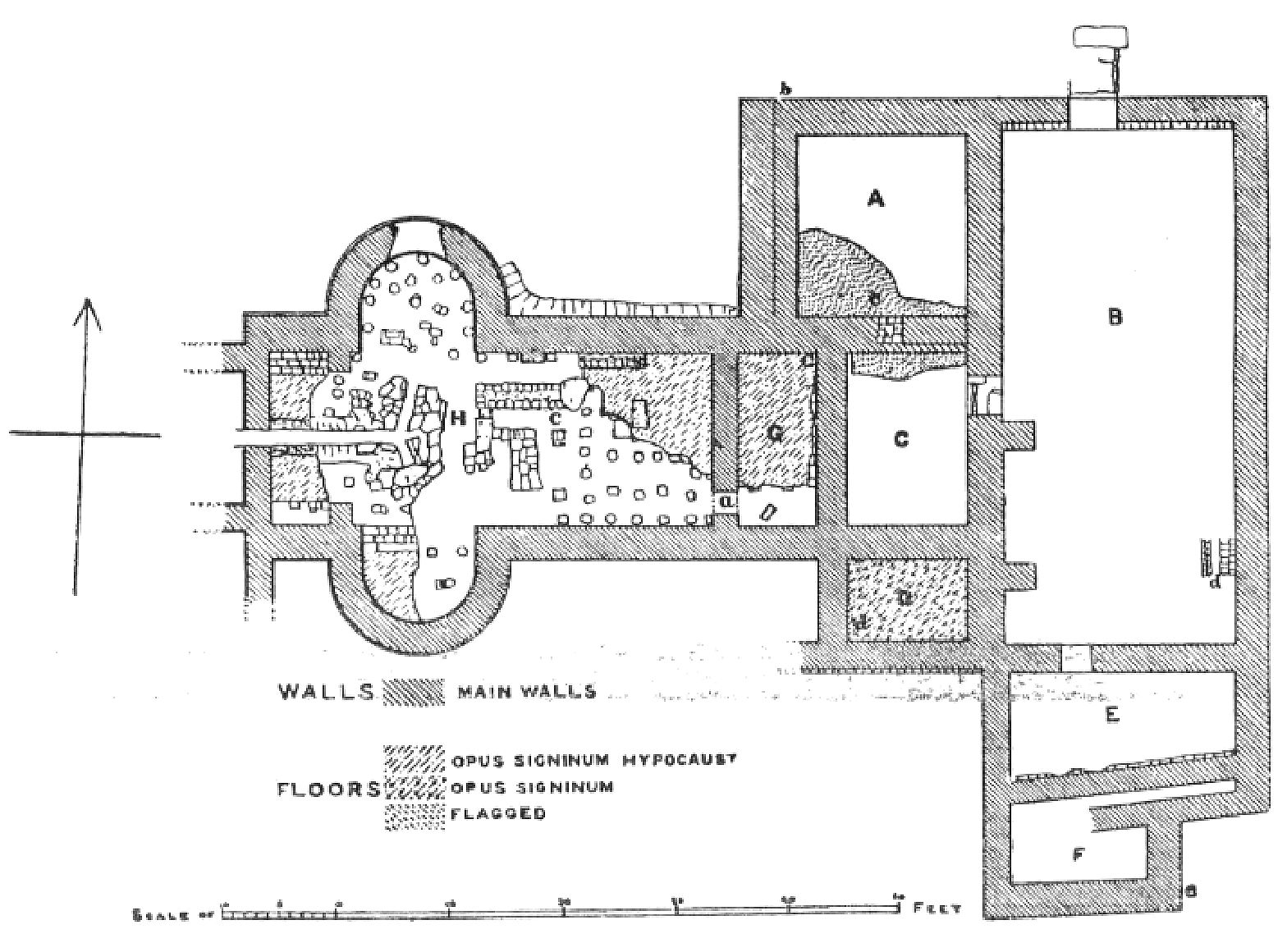
Befundplan der Lagertherme von 1897

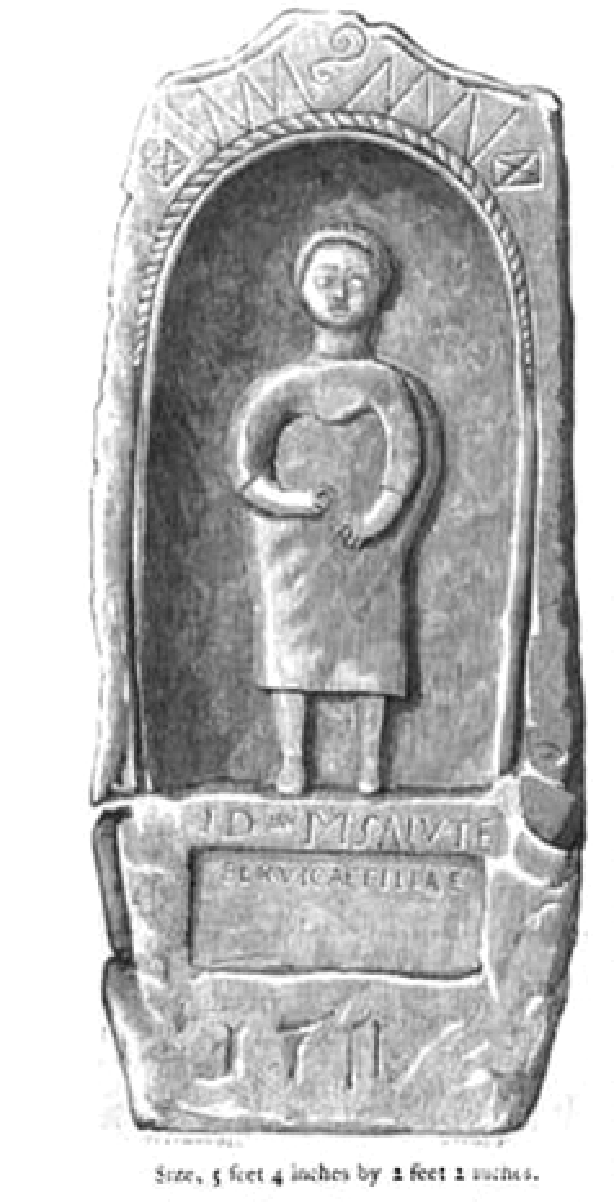
Grabstein der Pervicia, gefunden 1732

Das Ende des 19. Jahrhunderts entdeckte Badehaus (thermae) stand etwa 92 Meter südöstlich des Kastells, östlich der Verbindungsstraße zum Stanegate. Es handelte sich um ein Gebäude des Reihentypus und verfügte über alle dafür relevanten Funktionsräume (siehe Befundplan):
- Umkleide- und Fitnessraum (apodyterium bzw. gymnasium, Raum B),
- Latrine (lavatrina, Raum E),
- Kaltbad (frigidarium, Raum C und D),
- Schwitzraum (laconicum, Raum A),
- Heißbad (caldarium)
- Laubad (tepidarium, Raum G und H).

Die Versorgung mit Frischwasser erfolgte über das Aquädukt. Das Heißbad verfügte über zwei sich genau gegenüberliegende Apsiden an der Nord- und Südwand. Deren Wasserbecken wurden über einen T-förmigen Kanal, ausgehend von einem Heizraum (präfurnium) hinter der Westwand beheizt. Von der Hypokaustenheizung hatten sich noch einige der steinernen Pfeiler erhalten. Im Heißbad konnte bei den Grabungen ein Münzhort aus dem 3. Jahrhundert n. Chr. geborgen werden. 1908 stieß man auf einen Altar der Göttin Fortuna. Erwähnenswert sind auch die Überreste eines verglasten Fensters, etwa 1,5 Meter hoch und 1,2 Meter breit, das in situ (Falllage) in der nördlichen Apsis des Heißbades entdeckt wurde. Das zugehörige Fenstersims befand sich 0,3 Meter über dem Fußboden, maß an der Innenseite 4 Meter und verengte sich zur Außenwand hin auf 3 Meter. Später wurde noch mehr zerbrochenes Glas innerhalb des Gebäudes gefunden. 1984 wurden Luftaufnahmen der Steinfundamente angefertigt. Das Badehaus wurde anschließend von der Royal Commission of Heritage Memorial in England (RCHME) wieder mit Erde verfüllt, um seine weitere Zerstörung durch Erosion zu verhindern.

## Gräberfeld
Westlich der Walltown Mühle wurden auf einer Viehweide bei Mill Hill zwischen 1742 und 1817 mehrere Grabsteine gefunden. Vermutlich begruben dort die Soldaten und die Bewohner des Vicus ihre Verstorbenen. Einer trug das Relief einer Frauengestalt. Der Grabstein des Soldaten Aelius Mercurialis befand sich etwa 400 Meter von der Verbindungsstraße nach Süden zum Stanegate. Möglicherweise versah er als Schreiber (cornicularis) der Asturierkohorte seinen Dienst. Der Grabstein wurde von seiner Schwester Aelia Vacia gestiftet. Sie lebte offenbar ganz in der Nähe ihres Bruders, vielleicht sogar in der Zivilsiedlung von Great Chesters. Es ist auch möglich, dass auch deren Vater schon Soldat in der lokalen Garnison war, später eine Britin zur Frau nahm und sich nach seinem Ausscheiden aus der Armee mit ihr in Aesica niederließ. Zwei Grabsteine wurden für junge Mädchen gesetzt, einer für Pervica, der andere von Aurelia Scintilla für ihre Schwester Aurelia Caula.